# Max Franz Joseph Cornelius Wolf
Maximilian Franz Joseph Cornelius »Max« Wolf, nemški astronom, * 21. julij 1863, Heidelberg, Baden, Nemčija, † 3. oktober 1932, Heidelberg.

## Življenje in delo
Wolf je študiral v Strasbourgu in Heidelbergu. Doktoriral je leta 1888 na Univerzi v Heidelbergu. Leta 1890 je postal član učiteljskega zbora univerze. Bil je ustanovitelj in predstojnik Deželnega observatorija Heidelberg-Königstuhl.
V letu 1891 je opravil pionirsko delo pri fotografskem postopku za iskanje asteroidov na tekočem traku. Skupaj s svojimi učenci je odkril veliko asteroidov (planetoidov) in kometov (14P/Wolf, 43P/Wolf-Harrington). Vsega skupaj je odkril 248 asteroidov. Prvi asteroid Cerero (danes pritlikavi planet) je odkril že Piazzi, pozneje pa so odkrivali posamezne asteroide z optičnimi opazovanji, tako da je bil prava redkost astronom, ki je odkril pol ducata asteroidov. Istega leta je Wolf pokazal, kako je mogoče narediti sliko velikega dela neba s teleskopom tako, da se sledi zvezdam, katerih slike so točke na plošči. Asteroidi se na njej gibljejo proti zvezdam, njihove slike pa so majhne daljice. Odkritja so v naslednjih letih kar deževala. V vsaki jasni noči so odkrili vsaj enega ali celo več. Najprej je odkril 323. asteroid Brucija. V obdobju ene generacije je z dvojnim astrografom Bruceove odkril še več kot 200 drugih asteroidov. Leta 1898 je Witt odkril 433. asteroid Eros, ki zahaja tudi v prostor med Zemljo in Marsom. Leta 1906 je Wolf odkril 588. asteroid Ahil, začetnika večje skupine asteroidov, Jupitrovih Trojancev, ki se gibljejo okrog libracijskih točk na enaki oddaljenosti od Sonca kot Jupiter. Ena skupina Trojancev je približno 60 stopinj pred Jupitrom in druga 60 stopinj za njim, vendar sta lahko odmaknjeni iz srednje lege nekoliko na eno ali drugo stran. Sonce, Jupiter in Trojanski asteroidi, ki slede Jupitru, tvorijo enakostranični trikotnik. Lagrange je leta 1772 pokazal, da je taka razporeditev gravitacijsko stabilna, vendar je do odkritja Trojancev niso videli še nikjer. Wolf je odkril še druga dva Trojanca, Nestorja in Priama. Leta 1913 je odkril tudi Alindo, za katerega danes vemo, da pripada družini Amorcev, oziroma k samostojni družini Alindcev. Kmalu po njegovem zadnjem odkritju asteroida Schönfeld 4. avgusta 1929, je njegov rekord 248-tih odkritij 24. julija 1933 podrl njegov učenec Reinmuth.
Wolf je razširil Schwabejeve podatke o ciklu Sončevih peg s tem, da je izbral vsa opazovanja, ki jih je mogel dobiti o tej stvari od Galileja naprej. Potrdil je Schwabejev cikel in določil periodo Sončeve dejavnosti na 11,1 leta, kar se dobro ujema z novejšimi ocenami. Pokazalo se je tudi, da je cikel precej nereden.
Njegove fotografije naše Galaksije so prvič pokazale njeno pravo zgradbo. Uvedel je fotografsko določevanje lastnih gibanj zvezd. Odkril je jato galaksij v Berenikinih kodrih. Leta 1920 je glede na število zvezd dokazal, da obstajajo temne meglice. Izdelali so postopek za določevanje njihove oddaljenosti. Hhrati z njim je to v ZDA delal tudi Barnard.
Odkril je Severnoameriški oblak, ki rahlo spominja na zemljevid Severne Amerike. Poleg tega je tudi prvi opazil Halleyjev komet, ko se je v letih 1909 do 1910 vrnil v bližino Sonca. Odkril je ali je bil soodkritelj kometov 14P/Wolf in 43P/Wolf-Harrington.
Odkril je tudi rdečo pritlikavko Wolf 359 v ozvezdju Leva, eno od Osončju najbližjih ter štiri supernove: SN 1895A (VW Vir), SN 1909A (SS UMa), SN 1920A in skupaj z Reinmuthom SN 1926A. Wolf-Rayetove zvezde in Wolf-Rayetove meglice, ki jih obkrožajo, se imenujejo po francoskem astronomu Charlesu Wolfu.

## Priznanja

### Nagrade
Leta 1914 mu je Kraljeva astronomska družba (RAS) podelila zlato medaljo. Leta 1930 je prejel medaljo Bruceove. Asteroid Brucija in medalja Bruceove sta poimenovana po isti osebi, ameriški pokroviteljici astronomije Catherini Wolfe Bruce, ki je darovala 10.000 $ za nakup sodobnih teleskopov.

### Poimenovanja
Po njem se imenuje udarni krater na Luni (Wolf) in tudi asteroid iz družine Flora 827 Wolfiana.
Središče za male planete (MPC) vodi zapise o Wolfovih odkritjih kot »M. F. Wolf«, da se ne mešajo z novejšimi odkritji Mareka Wolfa.